# Іван Дуриданов
Іван Василев Дуриданов — болгарський вчений, академік, один з найвідоміших дослідників, професорів і авторів лінгвістики, етимології та ономастики в Болгарії, відомий своїми дослідженнями в галузі фракійської мови.

## Біографія
Народився в 1920 році в селі Комштиця, в родині вчителів. Дитинство і юність йдуть в селі Крива Бара. Навчався у гімназії з вивченням латинської мови. Закінчив слов'янську і класичну філологію в Софійському університеті Св. Климента Охридського в 1942 році. У 1942—1943 він був помічником у Відділенні болгарської мови в БАН. У 1946—1947 роках стає викладачем гімназії для дівчат у Скоп'є.
У 1951 році він став асистентом в Софійському університеті, де працював до виходу на пенсію в 1990 році (з 1956 — доцент, а з 1962 — професор). З 1970 по 1972 рік був заступником декана Філологічного факультету, а з 1976 по 1978 роки був деканом Факультету слов'янської філології. директор Літнього семінару з болгарської мови та культури, голова Комісії болгаристики при Софійському університеті та завідувач Кафедри загальної та порівняльної лінгвістики Софійського університету з 1975 по 1990 рік. Член-кореспондент Болгарської академії наук 1983 року, зам. директора Інституту болгарської мови при БАН з 1983 по 1988 рік і академік Болгарської академії наук з 1995 року.

## Членство
Академік Дуриданов був членом Міжнародного комітету ономастики з 1969 року та індо-європейської спілки з 1983 року. Почесний член слов'янської і балтійської спілки в Університеті Лунда, Швеція з 1971 року та секретар Міжнародного комітету славістів.

### Статті
- у співавторстві з Н. Намеранським. Перший крок був нашим. Чверть століття вивчення місцевих назв. В: «Вереснева мова» [Михайловград], XXIV, № 2538, 22 грудня 1977, с.4
- Проблема розвитку болгарської мови від синтетизму до аналітики. В: СУ «Св. K. Охридський». Філолог. факультет, 51, 1955, (1956), № 1, с. 85-272
- Про періодизацію болгарської мови. В: Вісник Інституту болгарської мови, I, 1952/2, с. 203—206
- Поняття відмінку і питання болгарського схиляння. В: Болгарська мова, IV, 1954/2, стор 145—150
- Загальне мовознавство та проблеми мовобудови. В: Мова та література, XXXIV, 1979/1, с. 9-19
- Розвиток болгарської ономастики: Ч.1 Антропонімія . Onomastica (Вроцлав), II, 1956/2, с. 365—369